# 어드밴스드
어드벤스드는 대한민국의 작곡가, DJ 그룹이다.

## 방송
- WET! (2023) - 우승

## 공연
- 2023 월드 디제이 페스티벌 (2023)
- 워터밤 제주 2023 (2023)
- AWA SEOUL (Advanced We Are) Vol.1 (2024)
- AWA SEOUL (Advanced We Are) Vol.2 (2024)